# Akil Gjakova
Akil Gjakova (4 de janeiro de 1996) é um judoca kosovar. Competiu nos Jogos Olímpicos de Verão de 2024 em Paris. Foi eliminado na semi-final pelo campeão Hidayet Heydarov e na disputa do bronze por Soichi Hashimoto.
Sagrou-se campeão europeu em 2021, sendo o primeiro kosovar de sempre. Akil foi o porta-bandeira do Kosovo nos Jogos Olímpicos de 2020 e terminou em sétimo e quinto lugar em Paris. Akil ganhou o Grand Slam em Paris em 2018 e o ouro do Grand Prix em Zagreb em 2018 e Budapeste em 2019. Gjakova tornou-se campeã europeia de cadetes sub-18 em 2013. Conquistou medalhas no Circuito Mundial em Tunes, AbuDhabi e Haia. Akil conquistou uma medalha de prata no Campeonato da Europa de Sub23 em 2017, mas ganhou o título em Gyor em 2018. Conquistou uma medalha de prata no Grand Slam de Abu Dhabi em 2023 e uma medalha de bronze no GS Paris em 2024.